# Sujewka
Sujewka (russisch Зуевка) ist eine Stadt in der Oblast Kirow (Russland) mit 11.198 Einwohnern (Stand 14. Oktober 2010).

## Geografie
Die Stadt liegt etwa 90 km östlich der Oblasthauptstadt Kirow nahe der Mündung der Tschepza in die Wjatka, einen rechten Nebenfluss der Kama.
Sujewka ist Verwaltungszentrum des gleichnamigen Rajons.

## Geschichte
Sujewka entstand 1895 um die gleichnamige Station beim Bau der Eisenbahnstrecke Perm–Wjatka–Kotlas (eröffnet 1899) und erhielt 1944 Stadtrecht.

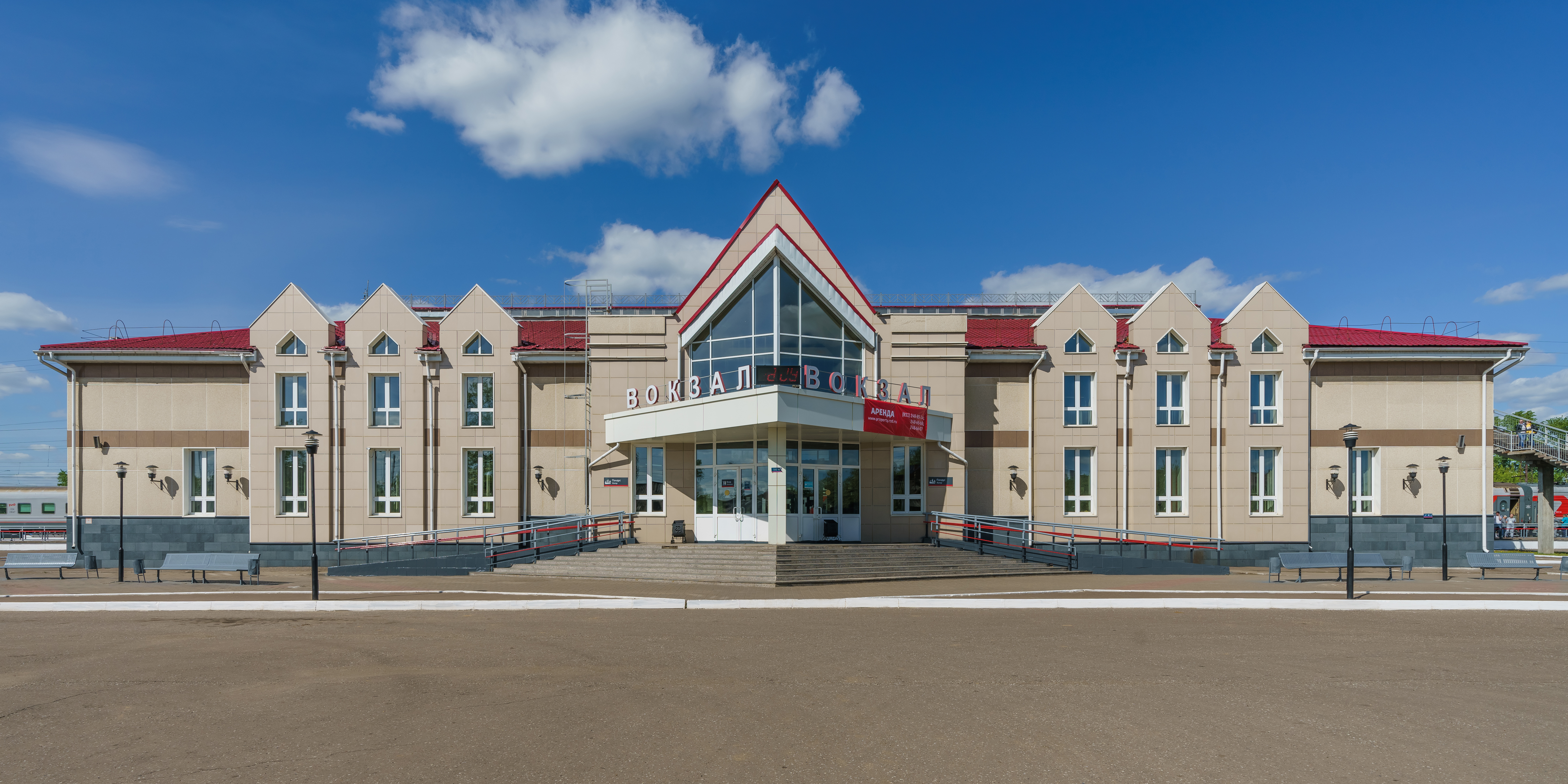
Bahnhof Sujewka, Empfangsgebäude
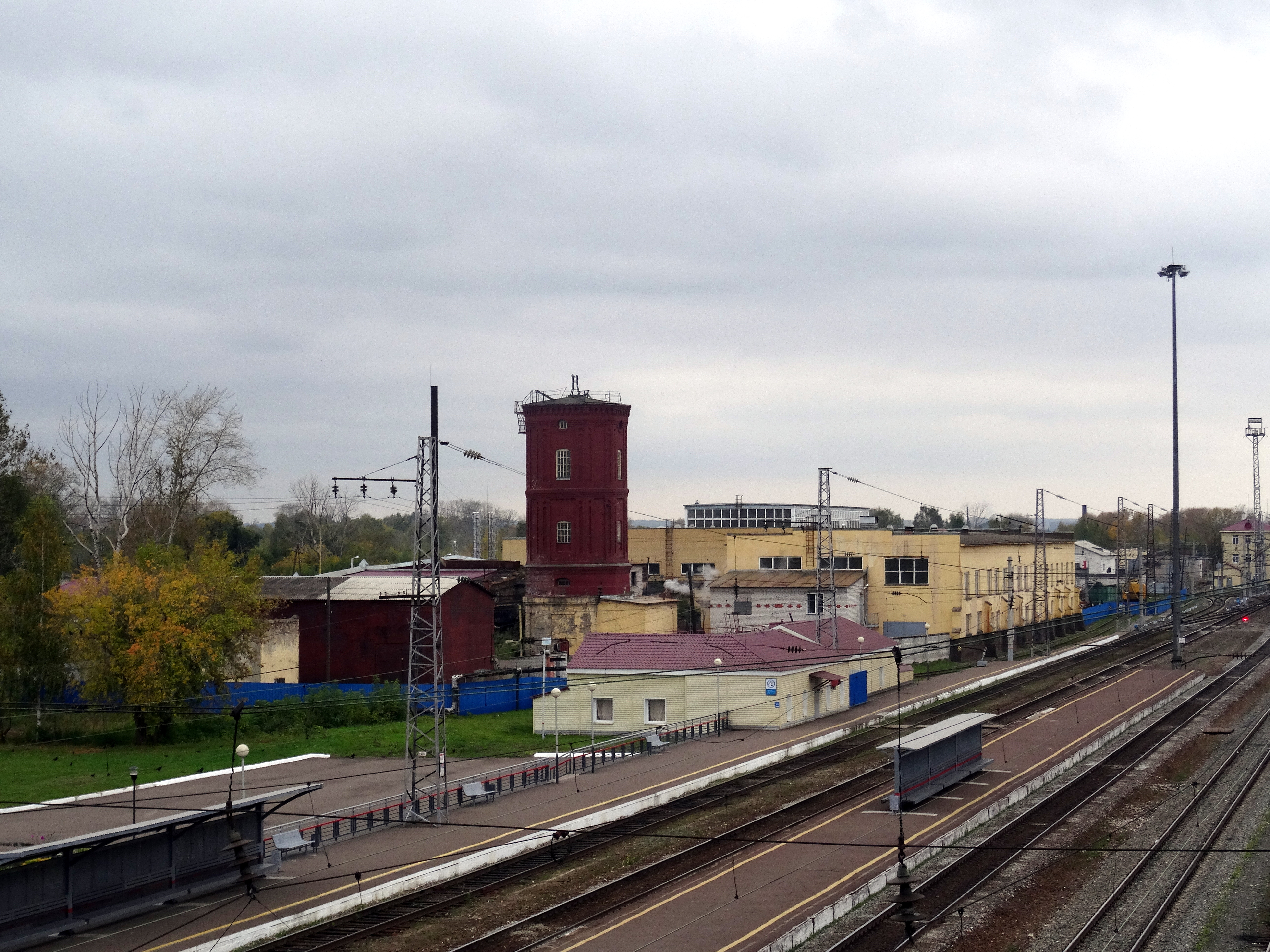
Bahnsteige und Wasserturm
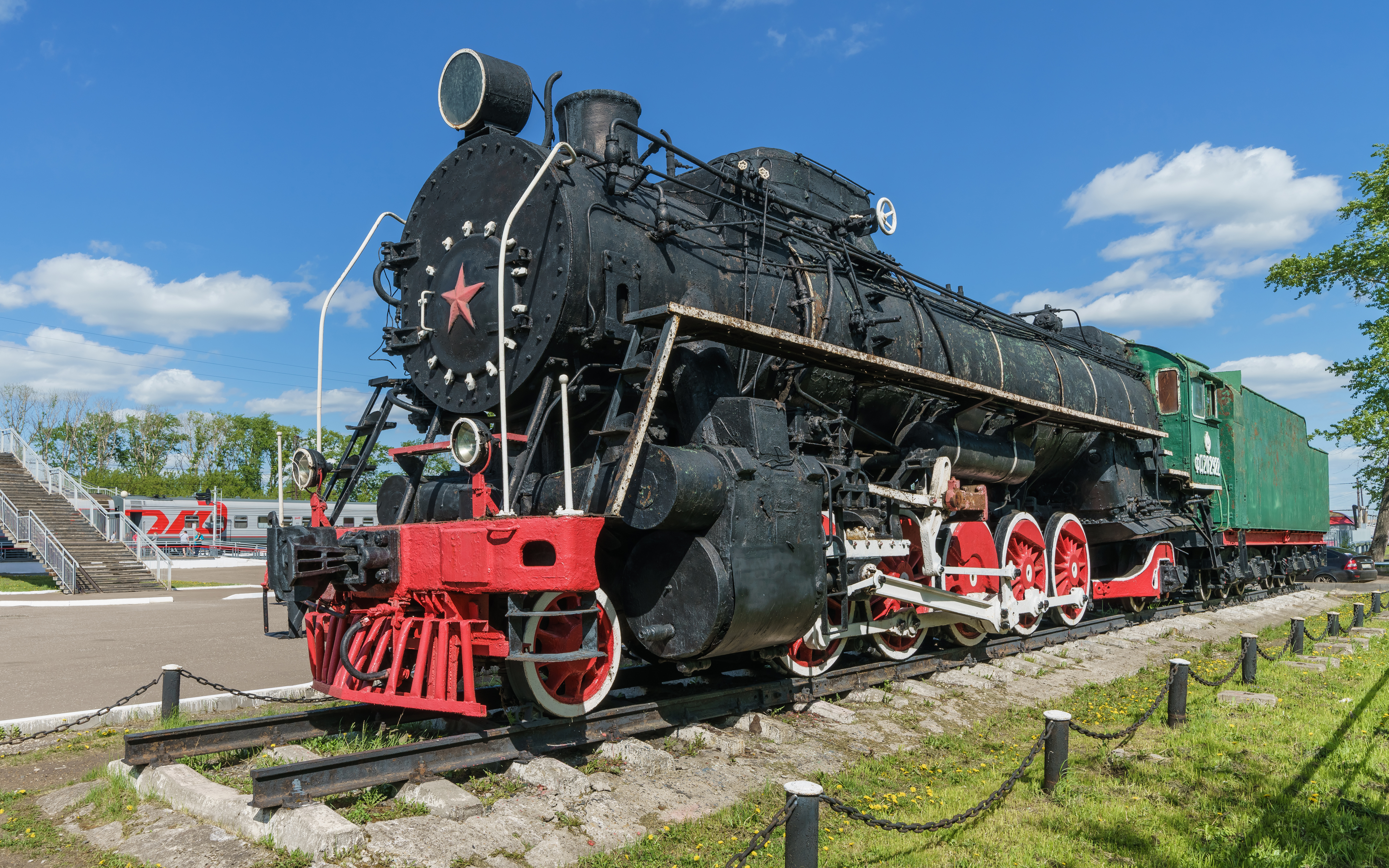
Historische Dampflok ФД als Denkmal am Bahnhof

### Bevölkerungsentwicklung
| Jahr | Einwohner |
| ---- | --------- |
| 1939 | 12.440    |
| 1959 | 19.903    |
| 1970 | 17.001    |
| 1979 | 16.162    |
| 1989 | 16.112    |
| 2002 | 12.600    |
| 2010 | 11.198    |

Anmerkung: Volkszählungsdaten